# FAMECOS
A Escola de Comunicação, Artes e Design – Famecos, ou apenas Famecos, foi fundada em 1949 e é uma das oito escolas da Pontifícia Universidade Católica do Rio Grande do Sul.
Seu curso de Jornalismo foi o primeiro estabelecido no Sul do Brasil e o terceiro do país, passando a funcionar no ano letivo de 1952 e sendo reconhecido em abril de 1956 pelo Governo Federal.

## História

### Décadas de 1950 e 1960
A Faculdade de Comunicação Social foi fundada em 1949, quando houve pressão de profissionais, entidades e empresários para a instalação do primeiro curso de jornalismo do Sul do país e o terceiro do Brasil. Com isso, foi elaborado o plano para o curso de acordo com a legislação em vigor, sendo aprovada a sugestão pela Faculdade de Filosofia, integrante da Universidade Católica do Rio Grande do Sul, que organizou uma relação de professores para ministrar as diversas disciplinas. Com o currículo e a seriação das disciplinas aprovados pela congregação dos Irmãos Maristas, em 1950, a Instituição requereu à Diretoria de Ensino Superior do Ministério da Educação uma autorização para o funcionamento do curso. Nesse mesmo ano, a Universidade recebeu o título de Pontifícia.
Em 1951, através do Decreto-lei nº 29.831 concedido pelo governo federal, o curso foi autorizado, passando a funcionar no ano letivo de 1952. Provas orais e escritas foram realizadas para o ingresso da primeira turma, que iniciou em março, com 64 alunos matriculados nas disciplinas da 1.ª série; o curso era então ministrado nas dependências do prédio do Colégio Nossa Senhora do Rosário, no bairro Independência. Em 1953, a disciplina "Publicidade" integrou o Curso de Jornalismo, na 2.ª série. E, em 1954, houve a colação de grau da primeira turma de bacharéis, com 48 formandos.
Em 11 de abril de 1956, através do Decreto nº 39.008, o Curso de Jornalismo foi reconhecido pelo governo federal. Já em 28 de janeiro de 1964, através do Parecer nº 7/64, o Conselho Federal de Educação autorizou o desdobramento, solicitado pela Direção da Faculdade de Filosofia, para a criação da Escola de Jornalismo, com 120 alunos matriculados. Em março de 1965, iniciou-se a especialização em Propaganda, com duração de três anos, já na Escola de Jornalismo, sendo este curso o primeiro realizado no país em nível universitário. No mesmo ano, em 1º de dezembro, a Escola de Jornalismo foi transformada em Faculdade dos Meios de Comunicação Social.
Em 1957, iniciou o curso polivalente, de quatro anos, havendo no último ano opções para as especializações em Jornalismo, Publicidade/Propaganda e Relações Públicas. Já em 1968, ocorreu a transferência da Famecos para o Campus Central da PUCRS, no bairro Partenon, sem prédio definido, e a disciplina Relações Públicas passou a integrar a Faculdade na 3ª série do curso.

### Décadas de 1970 e 1980
Devido à resolução nº 11/69 do Conselho Federal de Educação, em 1970 o Curso de Comunicação Social foi reestruturado com especializações em Jornalismo (Impresso, Radiofônico, Televisionado e Cinematográfico), Relações Públicas e Publicidade/Propaganda, e as matrículas dos alunos foram efetuadas nas diferentes habilitações por ocasião do ingresso na Faculdade.
Em novembro de 1971, foi criado pelo Parecer 35/71, do Conselho Federal de Educação, o Curso Superior de planejamento de Turismo, com duração de três anos, no turno da noite, para iniciar suas atividades em 1972. Neste mesmo mês, dentro do programa da XII Semana de Porto Alegre, foi lançada a pedra fundamental do prédio da Famecos, o primeiro a ser construído no país para uma Faculdade de Comunicação Social, com instalações previstas para estúdios de rádio, televisão, fotografia e cinema. O edifício próprio foi inaugurado em 8 de dezembro de 1972, sendo ocupado em março de 1973.
Em 1976, houve o reconhecimento do Curso de Turismo, pelo Decreto nº 78.266/76. A Agência Experimental de Publicidade/Propaganda foi criada em 1978, e também neste ano foram implantados dois cursos de Pós-Graduação, em nível de especialização, concentrando-se nas áreas da Administração da Comunicação Social e Turismo. Em dezembro de 1979, foi criada a Agência Experimental de notícias e, em 1982, a Agência Experimental de Relações Públicas. E cumprindo a Resolução nº 02/84, do Conselho Federal de Educação, em 1985, a Famecos já contava com duas salas de redação e diagramação, um estúdio de rádio e um laboratório fotográfico, dois estúdios de televisão com equipamentos em cores, que servem também à produtora independente VideoPuc (criada em abril e sediada no prédio 7), além das Agências Experimentais.
Em 1988, ocorreu a 1ª edição do Festival de Laboratórios em Comunicação - SET UNIVERSITÁRIO. O evento anual é direcionado a alunos de Comunicação Social e Turismo do país e da América Latina, com inúmeras palestras, workshops e concursos em diversas categorias.

### Década de 1990
Até 1993 ocorreram melhorias nos estúdios e laboratórios e foram instalados um laboratório de produção gráfica e mais um estúdio de rádio. Além disso houve a implantação do Centro de Informática e Comunicação – CICOM –, com microcomputadores que garantem um ensino adequado à realidade do mercado de trabalho. Em 16 de novembro de 1993, foi aprovado o Curso de Mestrado em Comunicação Social, cujas atividades iniciaram em março de 1994.
Em 1995, houve ampliação dos laboratórios de informática, com a criação de duas salas de redação, com vinte microcomputadores. No mesmo ano, o Programa de Pós-Graduação da Famecos criou a "Revista Famecos - Mídia, Cultura e Tecnologia", com edições quadrimestrais.
Desde 1996, a Faculdade de Comunicação Social da PUCRS edita a revista Sessões do Imaginário, através do seu Programa de Pós-Graduação, cujo objetivo sempre foi promover a reflexão sobre a sétima arte em âmbito acadêmico, sem perder de vista a riqueza das experiências dos profissionais de cinema. Sessões do Imaginário tornou-se presença constante nas edições do Festival de Cinema de Gramado, sendo o lançamento de sua edição de agosto sempre incluído na programação oficial do referido evento.
Em 1997, ocorreu a implantação do Laboratório de Imagem Digital, com dez microcomputadores, periféricos e softwares específicos para o tratamento de imagens, atendendo a demanda das disciplinas na área digital, bem como as necessidades das publicações experimentais. No mesmo ano houve, também, a ampliação dos laboratórios de informática com mais 50 microcomputadores.
Em 1998, foi implantado, através do Programa de Pós-Graduação, o Curso de Doutorado em Comunicação Social. Na área da graduação, houve a instalação da Sala de Criatividade, para o atendimento de atividades específicas das aulas de Publicidade e Propaganda, com similaridade com uma agência de publicidade. Também foi instalado o Laboratório de Publicações Online, com 25 microcomputadores Macintosh. O mesmo atende aulas práticas das áreas de Jornalismo e Publicidade/Propaganda, e mantém a revista online.
Em 1999, foram implantados os Laboratórios Integrados. No mesmo ano foi criado o Programa de Extensão da Famecos, no intuito de incentivar a oferta de mais cursos de extensão na área de Comunicação Social.

### Década de 2000
No ano de 2000, foi criado e implantado o Laboratório Apple Training Center - ATC/Famecos, com vinte iMacs G4 com monitores de LCD e dois PowerMacs bi-processados com gravadores de DVD. Trata-se do primeiro centro de treinamento certificado pela Apple Inc. no Rio Grande do Sul para capacitação em sua tecnologia de ponta.
Em 2002, foi criado o Centro de Produção Multimídia, dividido em Núcleo de Vídeo, Televisão e Multimídias, produz programas para o canal 15 da NET, vídeos, documentários, DVDs, através da efetiva participação de alunos. Também iniciaram as atividades do Centro de Design em convênio com o SEBRAE, dentro da Rede Gaúcha de Design. No mesmo ano, iniciaram as atividades do Laboratório de Turismo, sob a proposta de disponibilizar aos alunos do Curso de Turismo um espaço para o desenvolvimento de atividades complementares aos conteúdos de sala de aula, priorizando os quatro eixos do curso: eventos, marketing, planejamento e agências.
Desde 2002, está em processo o Intercâmbio Internacional de conhecimento teórico e prático entre a Famecos e o College Of Communication, Information and Media, da Ball State University. Este processo consiste em técnica de ensino à distância, visitas de intercâmbio e de projetos compartilhados entre professores e alunos das duas faculdades.
Em 2003, foi implantado o novo projeto pedagógico do Curso de Turismo, cuja duração do curso passou de quatro anos para três anos e meio. Neste ano, a Famecos recebeu o Prêmio de Instituição Paradigmática, da INTERCOM.
Em 2004, foram implantados os novos projetos pedagógicos das Habilitações (Jornalismo, Relações Públicas e Publicidade e Propaganda) do Curso de Comunicação Social, bem como a criação de dois novos cursos: Bacharel em Hotelaria e Tecnólogo em Produção Audiovisual – Cinema e Vídeo. Também iniciou o Curso de Pós-Graduação, em nível de Especialização em Turismo.

### Década de 2010
Em dezembro de 2017, com a adoção de um novo modelo de organização acadêmica pela PUCRS, a antes Faculdade dos Meios de Comunicação Social, Famecos, passou a se chamar Escola de Comunicação, Artes e Design - Famecos. A medida é parte da iniciativa de Reformulação Acadêmica da Estrutura Organizacional e do Modelo de Gestão e Governança (Reorgg), iniciado na PUCRS em 2014, visando alinhar a instituição à modelos internacionais de gestão educacional.

## Qualificação
Na avaliação quadrienal da Capes de 2021, o programa de pós-graduação em Comunicação Social da Famecos obteve a nota 6 (nota 7 é a mais alta). Na avaliação anterior havia obtido nota 5, e segundo os pareceristas, a faculdade "mantém, há muitos anos, desempenho comprometido com a pesquisa e o ensino de qualidade. Na presente avaliação, percebe-se claramente que o programa manteve seu engajamento, o que se revela pela qualidade das teses e dissertações defendidas e pela significativa produção bibliográfica de docentes e discentes, entre outros aspectos". Foram levados em conta também atividades interinstitucionais com impactos culturais, artísticos, sociais e educacionais, ações definidas para ampliar a internacionalização, e o desenvolvimento de pesquisas com aplicação empresarial ligadas à área da comunicação.
O PPG também mantém desde 1996 uma revista digital, a Revista Famecos – mídia, cultura e tecnologia, que recebeu classificação Qualis A2 (A1 é o mais alto). A classificação repetiu a das duas avaliaçõos anteriores, colocando o periódico entre as publicações de excelência internacional.
A Famecos foi a primeira faculdade de comunicação social do país a instalar uma web rádio, e é uma das principais formadoras de comunicadores do estado. Ao comemorar seu cinquentenário em 2016, cerca de 12 mil profissionais de Jornalismo, Relações Públicas e Publicidade e Propaganda já haviam passados por suas classes.